# Bresno Polje
Bresno Polje (en serbe cyrillique : Бресно Поље) est un village de Serbie situé dans la municipalité de Trstenik, district de Rasina. Au recensement de 2011, il comptait 648 habitants.
Miloš Obilić, le fondateur de l'Ordre du Dragon, est né à Bresno Polje. En 1389, Obilić tua le sultan Murad Ier lors de la célèbre bataille de Kosovo Polje.

## Démographie

### Évolution historique de la population
| 1948 | 1953 | 1961 | 1971 | 1981 | 1991 | 2002 | 2011 |
| ---- | ---- | ---- | ---- | ---- | ---- | ---- | ---- |
| 820  | 895  | 849  | 842  | 805  | 795  | 725  | 648  |

|  |